# بطل من الجنوب (فلم)
بطل من الجنوب هو فيلم صدر عام 2000. وهو فيلم تشويقي-درامي مصري-لبناني من إخراج محمد صلاح أبو سيف وتأليف أشرف محمد وشريف الشوباشي. الفيلم من بطولة نجلاء فتحي وكارمن لبس وأحمد خليل وجوزيف بونصار. الفيلم من توزيع وإنتاج اتحاد الفنانين للسينما والفيديو.
هذا الفيلم هو آخر ظهور سينمائي لنجلاء فتحي.

## ملخص القصة
تدور الاحداث حول طفل مسيحي تبنته عائلة مسلمة في لبنان فأصبح لاحقاً اصولياً اسلامياً، وهو كان في الأصل من عائلة مسيحية مصرية (نجلاء فتحي واحمد خليل) التي زارت لبنان ابان بداية الحرب عليها مع ابنها عزيز ويفاجئهم انفجار في سوق سرسق بفعل عبوة ناسفة، ويضيع الطفل ويتصور ذووه انه أصبح اشلاء بعد الانفجار، لكنه في الواقع لم يصب بل ضاع واخذته عائلة مسلمة (كارمن لبس وجوزيف بونصار) تربى في احضانها وكبر تحت اسم عبد الله وبعد ان اكتشف ان اصله مسيحي وكان يقاتل مع الأصووليين الأسلاميين ضد المسيحيين ثم قام بالعكس قرر ان يلتحق بالمقاومة اللبنانية في الجنوب وينفذ عمليات ضد العدو الإسرائيلي ويستشهد امام والدتيه التي انجبته (نجلاء) والتي ربته (كارمن).

## طاقم العمل
أحمد خليل (ابراهيم)
نجلاء فتحي (منى)
رائف فتونى
جوزيف بو نصار
دانيال مطر
ديما مستراح
نبيل عساف
عبير رفعت
شريف عيتاوي
علي عطوي
مازن معضم
هادي شتت
رياض شرازي
فخري البيعيني
أمين حسن بدر الدين
أدهم المطراوي
ابراهيم
ميرا

## روابط خارجية
- مقالات تستعمل روابط فنية بلا صلة مع ويكي بيانات